# Triplophysa brahui
 Triplophysa brahui és una espècie de peix de la família dels balitòrids i de l'ordre dels cipriniformes que es troba al Pakistan (Balutxistan) i l'Afganistan.